# Sekhmet
Sekhmet la puissante est une déesse de la mythologie égyptienne. Elle est représentée par une femme à tête de lionne portant d'abord l'uræus, puis, par la suite, le disque solaire ; de sa gueule de lionne sortent les vents du désert.

## Rôle symbolique
Les textes égyptiens la présentent comme la fille du dieu Soleil, Rê, incarnant l’œil de ce dernier. Déesse guerrière, elle se bat seule ou bien accompagnée de son armée de génies porteurs de flèches et de couteaux.
Déesse guerrière personnifiant la puissance destructrice du Soleil, elle est l'instrument de la vengeance de Rê. Elle aurait été spécialement créée par lui pour réprimer les hommes révoltés contre lui, comme l'indique le Livre de la vache du ciel, dont le texte est gravé sur les parois de plusieurs tombeaux de la vallée des Rois. Son corps brûlant et ses flèches incandescentes détruisent les ennemis du roi, déchaînant la fureur de Rê sur les avatars d'Isfet et les ennemis du pharaon. Elle était celle qui conseillait et guidait les pharaons au combat. Mais, épouse de Ptah et mère de Néfertoum dans la triade memphite, elle est aussi, dans ce rôle maternel, la déesse de la guérison et du foyer.
Elle est surnommée « la puissante », « Celle devant qui le mal tremble », la « colère de Rê » ou « la maîtresse des maladies ».
Elle a également été attestée comme une divinité liée au féminin, gouvernant le domaine des cycles menstruels.
La déesse chatte Bastet s'identifie parfois à Sekhmet. Les prêtres de Sekhmet étaient reconnus comme spécialistes de la médecine vétérinaire.

## Représentations

Sekhmet, la déesse à tête de lionne dans le panthéon égyptien.

Elle fut souvent représentée, assise ou debout, avec un corps de femme vêtue d’une longue tunique rouge et une tête de lionne. À partir de la XVIIIe dynastie elle acquit également les symboles divins tels que le disque solaire, l'uræus et le sceptre Ouas, et le signe de la vie appelé ânkh. Plus rarement elle fut représentée comme une femme à tête de crocodile. Une fête était célébrée en son honneur dans la saison Akhet.

## Culte

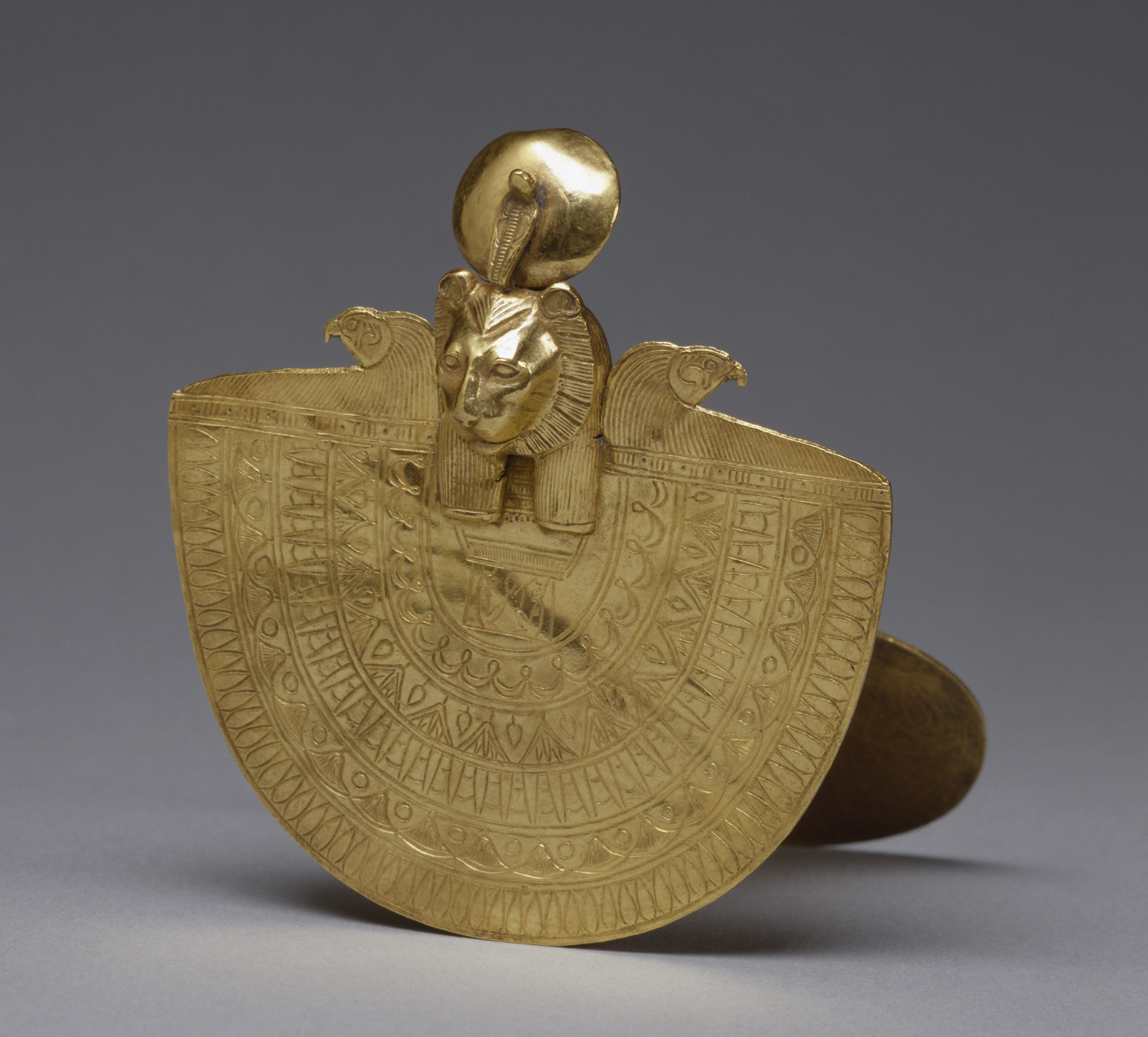
Égide en or de la Troisième Période intermédiaire à l’effigie de Sekhmet (Walters Art Museum).

Elle apporte les maladies par ses miasmes (entre autres durant les cinq derniers jours de l'année, avant le retour de l'année nouvelle). Afin d'éviter qu'elle ne tue tous les humains, Rê dut lui faire préparer un breuvage spécial de bière coloré de rouge pour apaiser sa soif de sang dans l'ivresse. De cette façon, elle est remplacée par Hathor, déesse de la fertilité. C'est cette histoire qui était répétée lors d'un festival de l'ancienne Égypte où le zythum était consommé de façon délibérément excessive.
Elle était également célébrée à chaque fin de bataille afin de calmer la fureur et de retrouver la paix, calmant ainsi son incarnation destructrice.
Cependant, l'initié peut gagner ses faveurs à condition de vaincre ses propres peurs ; car malgré sa violence, la déesse a le pouvoir de guérison, ce qui l'a consacrée déesse des médecins.

## Galerie d'images

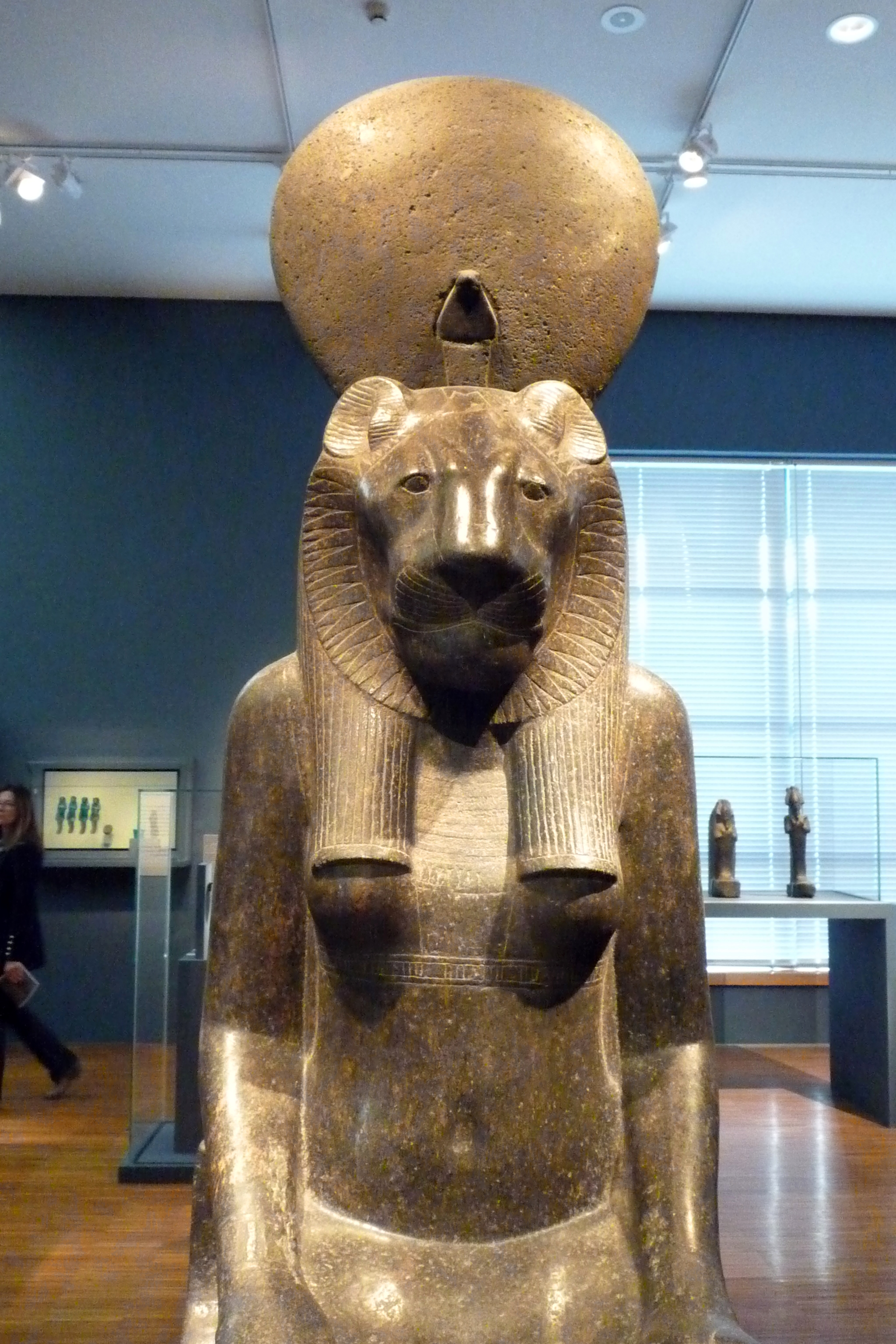
Sekhmet lors de l'exposition Servir les dieux d'Égypte au musée de Grenoble.
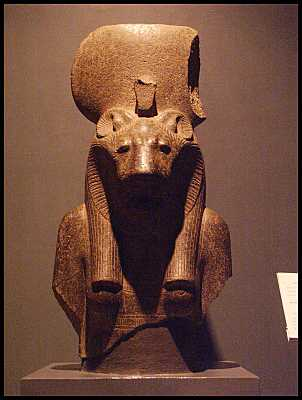
La déesse Sekhmet (musée de Louxor).
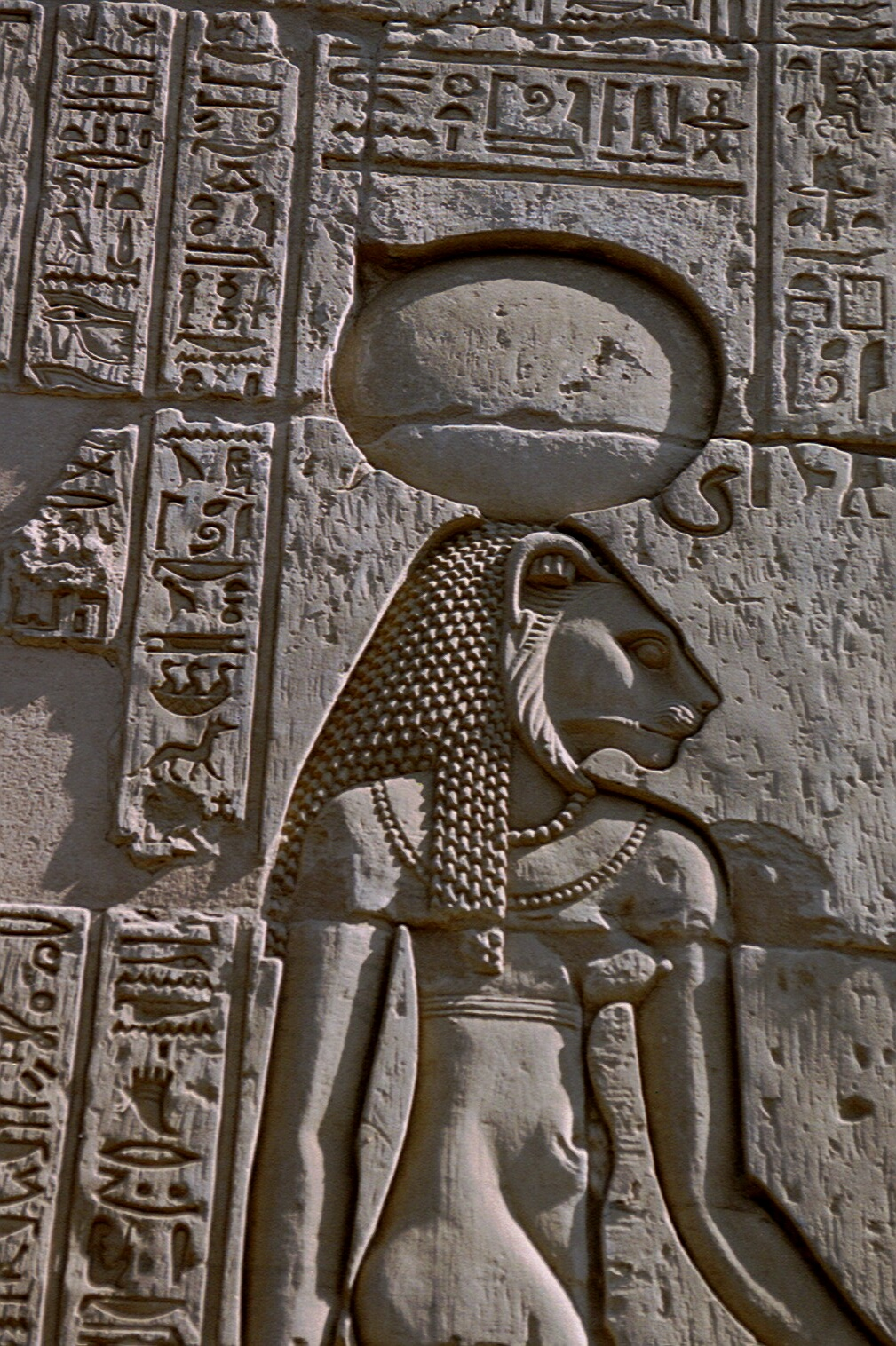
La déesse Sekhmet (temple de Kôm Ombo).
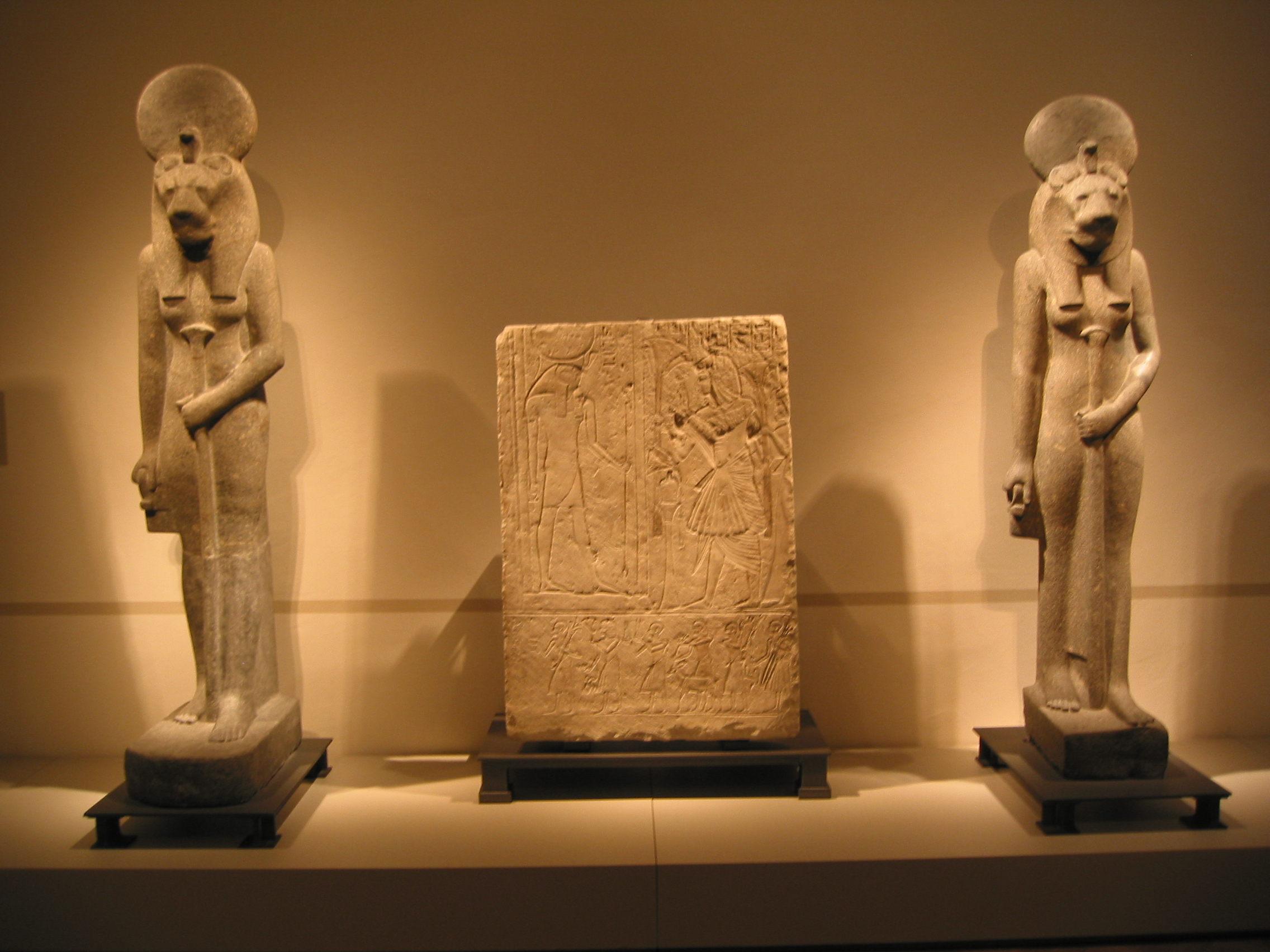
Deux statues de Sekhmet et un relief funéraire (Musée égyptien de Berlin).
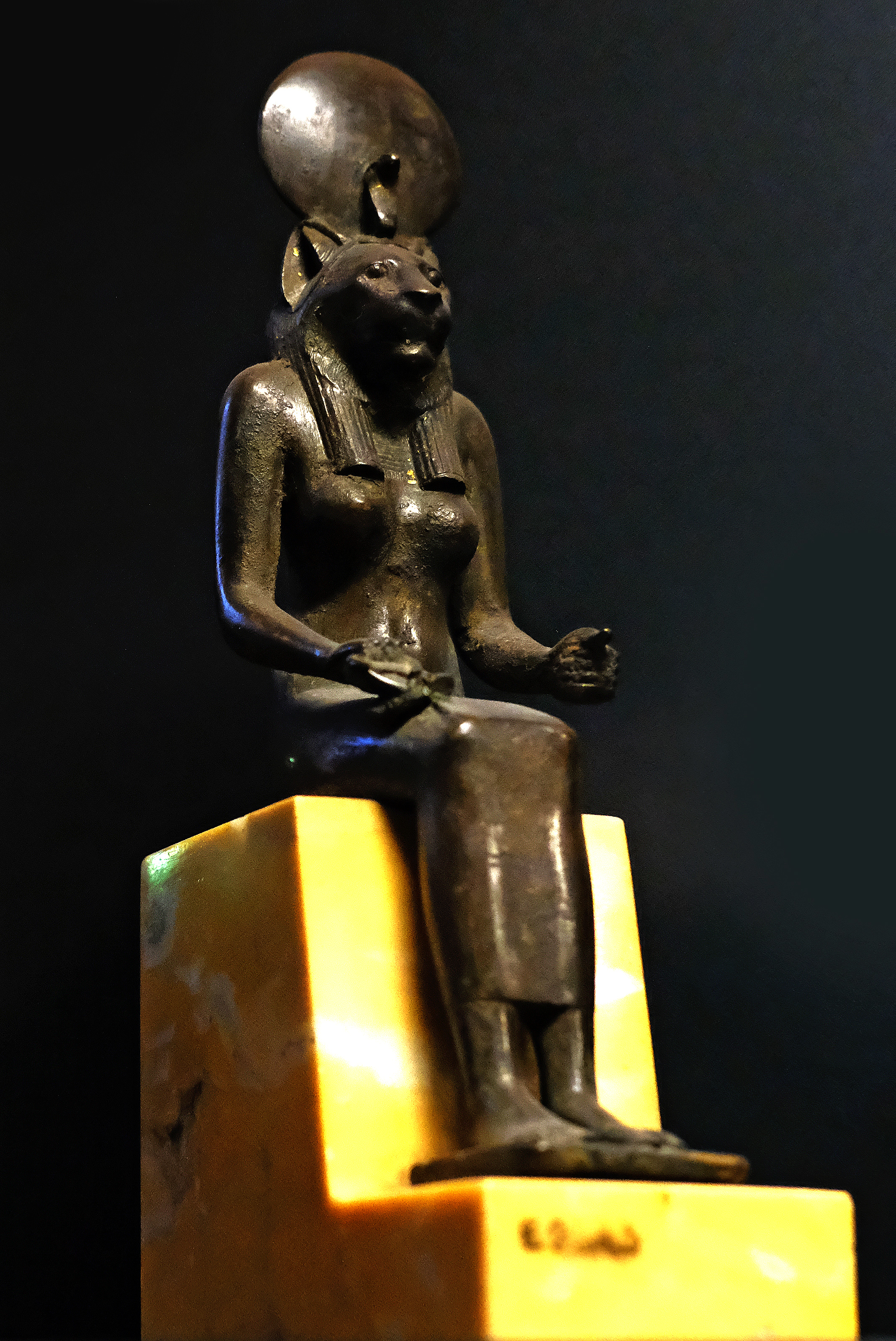
La déesse Sekhmet (musée du Louvre).